# Міністр фінансів Азербайджану
Міністр фінансів Азербайджану (азерб. Azərbaycan Maliyyə Naziri) — глава міністерства фінансів Азербайджану. Міністр фінансів Азербайджану призначається на посаду та усувається з посади Президентом Азербайджанської Республіки.
На травень 2011 року, міністр — Самір Шаріфов.

## Список

### Міністри фінансів Азербайджанської Демократичної Республіки
| # | Міністр                  | Фото | Період правління               | Партія       | У підпорядкуванні уряду |
| - | ------------------------ | ---- | ------------------------------ | ------------ | ----------------------- |
| 1 | Насіб-бек Усуббеков      |      | травень 1918 — червень 1918    | Мусават      |                         |
| 2 | Абдул Алі-бек Амірджанов |      | червень 1918 — жовтень 1918    |              |                         |
| 3 | Маммед Гасан Гаджинський |      | 6 жовтня 1918 — грудень 1918   | Мусават      |                         |
| 4 | І. М. Протасов           |      | 22 грудня 1918 — березень 1919 |              |                         |
| 5 | Алі Ага Гасанов          |      | березень 1919 — грудень 1919   | безпартійний |                         |
| 6 | Рашид Хан Капланов       |      | 24 грудня 1919 — 1 квітня 1920 | Ехрар        |                         |

### Глави фінансового відомства Азербайджанської РСР
| #                                              | Міністр                                        | Фото                                           | Період правління                               | Партія                                         | У підпорядкуванні уряду                        |                                                |                                                |
| Народні комісари фінансів Азербайджанської РСР | Народні комісари фінансів Азербайджанської РСР | Народні комісари фінансів Азербайджанської РСР | Народні комісари фінансів Азербайджанської РСР | Народні комісари фінансів Азербайджанської РСР | Народні комісари фінансів Азербайджанської РСР | Народні комісари фінансів Азербайджанської РСР | Народні комісари фінансів Азербайджанської РСР |
| ---------------------------------------------- | ---------------------------------------------- | ---------------------------------------------- | ---------------------------------------------- | ---------------------------------------------- | ---------------------------------------------- | ---------------------------------------------- | ---------------------------------------------- |
| 1                                              | Н. Тагієв                                      |                                                | 1920 — 1922                                    |                                                |                                                |                                                |                                                |
| 2                                              | Мірзабекян                                     |                                                | 1923 — 1924                                    |                                                |                                                |                                                |                                                |
| 3                                              | Мірза Давуд Гусейнов                           |                                                | 1925 — 1925                                    | ВКП(б)                                         |                                                |                                                |                                                |
| 4                                              | А. Ібрагімов                                   |                                                | 1926 — 1926                                    |                                                |                                                |                                                |                                                |
| 5                                              | Т. Алієв                                       |                                                | 1927 — 1930                                    |                                                |                                                |                                                |                                                |
| 6                                              | Алі Мамедов                                    |                                                | 1931 — 1931                                    | РКП(б)                                         |                                                |                                                |                                                |
| 7                                              | Н. Ібрагімов                                   |                                                | 1932 — 1934                                    |                                                |                                                |                                                |                                                |
| 8                                              | Атакішиєв                                      |                                                | 1935 — 1935                                    |                                                |                                                |                                                |                                                |
| 9                                              | Н. Тагієв                                      |                                                | 1936 — 1937                                    |                                                |                                                |                                                |                                                |
| 10                                             | Мирабуталіб Самедов                            |                                                | 1938 — 1936                                    |                                                |                                                |                                                |                                                |
| Міністри фінансів Азербайджанської РСР         |                                                |                                                |                                                |                                                |                                                |                                                |                                                |
| 1                                              | Мирабуталіб Самедов                            |                                                | 1946 — 1949                                    |                                                |                                                |                                                |                                                |
| 2                                              | Рза Садихов                                    |                                                | 1950 — 1957                                    |                                                |                                                |                                                |                                                |
| 3                                              | Курбан Халілов                                 |                                                | 1958 — 1969                                    | КПРС                                           |                                                |                                                |                                                |
| 4                                              | Бахшалі Бахшалієв                              |                                                | 1970 — 1987                                    |                                                |                                                |                                                |                                                |
| 4                                              | Бадір Гараєва                                  |                                                | 1987 — 1991                                    |                                                |                                                |                                                |                                                |

### Міністри фінансів Азербайджану
| # | Міністр        | Фото | Період правління               | Партія            | У підпорядкуванні уряду |
| - | -------------- | ---- | ------------------------------ | ----------------- | ----------------------- |
| 1 | Бадір Гараєва  |      | 1991 — 1992                    |                   |                         |
| 2 | Салєх Мамедов  |      | 1992 — 1993                    |                   |                         |
| 3 | Фікрет Юсіфов  |      | 1994 — 1999                    |                   |                         |
| 4 | Аваз Алекпєров |      | 11 липня 1999 — 18 квітня 2006 | Новий Азербайджан |                         |
| 5 | Самір Шаріфов  |      | з 2006                         |                   |                         |